# 本店
本店（ほんてん）とは、商人の主たる営業所を指す法律用語である。また、複数の店舗を有する業種において営業上の主軸となる店舗のことも指す。

## 法律用語としての「本店」
日本法における法律用語としての「本店」は、商人の主たる営業所をいう。これに対して、従たる営業所を「支店」という。
会社法第4条では、「会社の住所は、その本店所在地にあるものとする。」（b:会社法第4条）とされており、本店所在地は会社の住所とされている。また、会社法27条では株式会社の定款の絶対的記載事項の1つとして「本店の所在地」が挙げられている。本店所在地は商業登記簿の「本店」欄に記載され（b:会社法第911条3項3号）、国税庁の税務調査なども本店所在地を管轄する税務署（大規模な法人等は国税局）が担当する。
商業登記上の「本店」と会社の中枢を担う事業所である「本社」とは所在地が同じ場合が多い。ただし必ずしも一致するとは限らず、登記上の本店所在地と実際の本社機能の所在地・課税文書作成地が違う会社も少なからず存在する。

## 営業上の「本店」
金融機関（銀行、信用金庫ほか）、卸売業・小売業・外食産業などでは、営業上の主軸となる店舗を「本店」と呼ぶ。上述の商業登記上の本店（法律上の本店）所在地の営業拠点を「本店」としている場合もあれば、下で述べるように商業登記上の本店ではない営業拠点に「本店」という名称を使用しているケースもある。

### 金融機関
金融機関の登記上の本店にある口座の本支店名表記は「本店営業部」となっているものが多い。りそなグループ（りそな銀行・埼玉りそな銀行）のように、登記上の本店所在地にある営業部を「本店営業部」とはしていない（それぞれ大阪営業部・さいたま営業部）場合もある。また、三井住友銀行の「大阪本店営業部」（旧住友銀行本店営業部）などのように登記上の本店所在地に置かれている「本店営業部」以外の拠点に「本店営業部」の名称を使用している場合もある。
農業協同組合などは、かつては「本所」（それ以外の拠点も「支所」）とするところが多かったが、近年では「本店」と称する組合も都市部を中心に増えつつあり、合併を期に変更するケースもある。

### 電気業
電気業（電気事業者）の中には東北電力や北陸電力のように「本社」の名称を使わず「本店」の名称を使う事業者がある。東京電力も嘗てはこの一つだったが、持株会社化してからは廃された。

### 小売業
百貨店業界では、三越伊勢丹の登記上の本店所在地は伊勢丹新宿店だが「本店」の呼称を用いず、一方で旧三越の日本橋本店には「日本橋三越本店」の名称を使用している。また、そごう・西武の登記上の本店は2022年5月まで本社機能所在地と同じ千代田区二番町（親会社のセブン&アイ・ホールディングス本社の近隣）に置かれていたが、旧西武百貨店の池袋本店を「西武池袋本店」としていた。なお、2022年5月に登記上の本店と本社機能を西武池袋本店に移転させたため、同店が名実ともに本店になっている。また、2005年から2009年には「そごう心斎橋本店」も存在したが閉店している。大丸松坂屋百貨店の場合、大丸では統合前から「本店」の呼称は全く使用していないが（心斎橋店が本店とされている）、松坂屋では経営統合前に名古屋店が「本店」を名乗っていた。この他、大手百貨店で正式に「本店」を名乗っているのは阪急百貨店うめだ本店（阪急うめだ本店）、阪神百貨店梅田本店、近鉄百貨店の「あべのハルカス近鉄本店」がある。
家電量販店では、単に規模の大きい店舗を指すことが多い。このため、同じ商号の本店が各地に見られる。
書店業界でも家電量販店のように、登記上の本店所在地ではない大型店舗に「本店」を使用していることがある。ジュンク堂書店では営業上の主軸店舗に「本店」を用いている（大阪本店、池袋本店など）。なお、丸善ジュンク堂書店の登記上の本店所在地は丸善日本橋店の位置であり、2015年2月まで存在した株式会社ジュンク堂書店の商業登記上の本店は神戸市の三宮店と同じ場所であった。また、三省堂書店は登記上の本店所在地である千代田区神田神保町の店舗を「神保町本店」としているが、西武池袋本店書籍館にある店舗や名古屋駅のタカシマヤ ゲートタワーモールにある店舗もそれぞれ「池袋本店」「名古屋本店」としている。

### その他
企業・商店がのれん分けを行う際、商号や屋号が重複するのを防ぐために、元となる創業側の商号などに「本店（ほんてん）」「総本店（そうほんてん）」「總本店（そうほんてん）」、あるいは「本家（ほんけ）」「総本家（そうほんけ）」などと加え、のれん分け先と区別することがある。
一例として、「木村屋總本店」「千疋屋総本店」「文明堂総本店」などがある。